# Axplockaren
Axplockaren var en dagstidning utgiven i Stockholm, från den 4 augusti 1829 till  den 5 april 1830.
Tidningen tryckes av Kungliga Ordenstryckeriet med typsnittet antikva. Tidningen hade 4 sidor i formatet kvarto med 2 spalter i litet format 19,3 x 16 cm. 40 nummer kom ut 1829 och 19 nummer 1830. En prenumeration kostade 3 riksdaler banco för 40 nummer 1829 och 5 riksdaler banco för 100 nummer 1830.
Tidningen förekommer i Magnus Crusenstolpe verk Karl Johan och svenskarne, Romantisk skildring (del 4 sidan 72).
Tidningen gavs ut två dagar i veckan oftast tisdag och fredag och sedan 1830 onsdag och lördag. Apotekaren P. U. Huldberg fick den 27 juli 1829 utgivningsbevis för denna politiska tidning.